# Мальцы (Московская область)
Ма́льцы (ранее Малицы) — деревня в городском округе Чехов Московской области, ранее входило в состав муниципального образования сельское поселение Баранцевское (до 29 ноября 2006 года входила в состав Баранцевского сельского округа), деревня связана автобусным сообщением с райцентром и соседними населёнными пунктами.

## Население
| 2002 | 2006 | 2010 |
| ---- | ---- | ---- |
| 18   | →18  | ↗23  |

## География
Мальцы расположены примерно в 21 км (по шоссе) на юго-восток от Чехова, на левом берегу реки Лопасня, у впадения безымянном левого притока, высота центра деревни над уровнем моря — 160 м. На 2016 год в Мальцах зарегистрировано 7 садовых товариществ, в 2013 году построена новая Александроневская церковь.

## Достопримечательности

### Храм Александра Невского

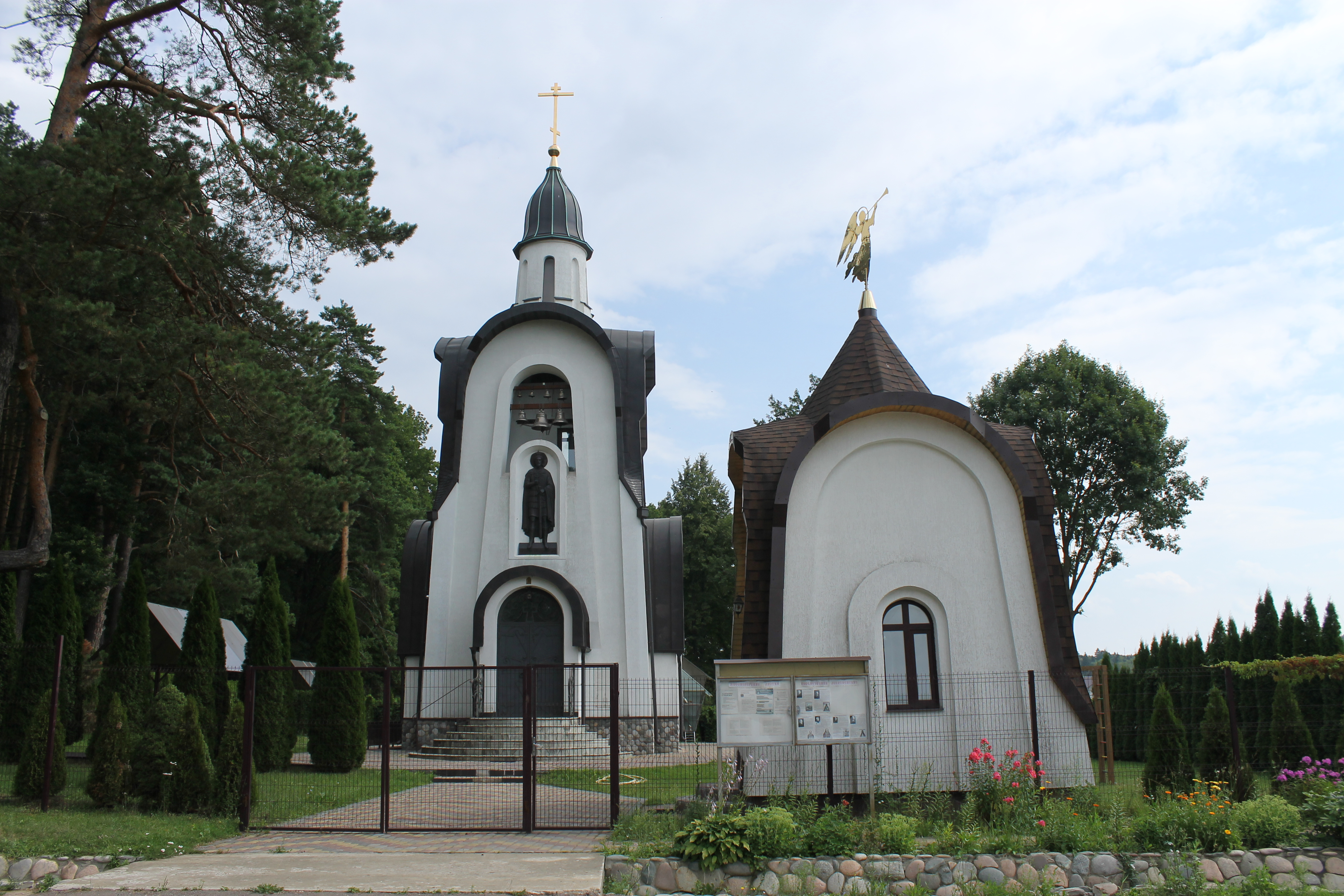
Александро-Невский храм

Храм построен по проекту архитектора Юрия Георгиевича Алонова, заведующего православной кафедрой МАРХИ, на средства братьев Николая и Виктора Дмитриевичей Савченко, в память о сыне и племяннике Александре, который погиб в автокатастрофе 14 августа 2010 года.